# Keane (film, 2004)
Pour les articles homonymes, voir Keane.
Pour plus de détails, voir Fiche technique et Distribution.
Keane est un film américain réalisé par Lodge Kerrigan, sorti en 2004.
Le film débute dans un terminal de bus de New York, alors que William Keane, un homme d'une trentaine d'années, tente de retrouver sa fille disparue six mois auparavant. Avec une coupure de presse en main, il interroge des passants, erre, pense trouver des indices et est en proie a une profonde douleur. Dans le motel où il loge, il se lie avec une femme qui a une fille du même âge que la sienne. Cette relation l'entraîne un peu plus dans la confusion.

## Synopsis
À la recherche de sa fille Sophia dans le terminal de bus principal de Manhattan, d'où elle a été enlevée plusieurs mois auparavant, William Keane interpelle des employés et des passants avec une coupure de journal relatant sa disparition, mais personne ne se souvient d'avoir vu la fillette. Après avoir erré toute la nuit dans les rues et dormi au bord d'une autoroute, il retourne au motel où il réside et découvre qu'il ne peut pas accéder à sa chambre. Le réceptionniste lui indique qu'il est en retard de paiement, et Keane règle une semaine supplémentaire avec ses allocations d'invalidité.
Dans sa chambre, Keane boit de la bière et parle tout seul de son ex-femme et de la naissance de leur fille. Il lit aussi des articles de presse qu'il conserve dans une enveloppe sur une autre fillette disparue dans le New Jersey, qui a été retrouvée et réunie avec ses parents. Il achète de la cocaïne à un dealer, et plus il en consomme, plus il devient paranoïaque, convaincu d'être suivi et observé, allant même jusqu'à agresser physiquement un homme qu'il croit être en train de le surveiller. Il se rend ensuite dans une boîte de nuit, où il prend de la cocaïne avec une femme nommée Michelle, avant d'avoir des rapports sexuels non protégés avec elle dans les toilettes.
De retour à son motel, Keane fait la connaissance de Lynn Bedik et de sa fille Kira, qui a à peu près le même âge que Sophia. Lynn est manifestement en difficulté financière, et Keane insiste pour lui donner 100 dollars. Plus tard, elle lui demande de garder Kira quelques heures, puis appelle le motel pour laisser un message indiquant qu’elle ne rentrera pas ce soir-là comme prévu. Kira, abattue et inquiète que sa mère l'ait abandonnée, est réconfortée par Keane, qui lui assure que Lynn l’aime et reviendra.
Le lendemain, Keane emmène Kira dans une patinoire couverte et lui apprend à patiner. Alors qu’ils s'amusent dans la salle de jeux de la patinoire, Keane pense être observé par un autre client et devient nerveux. Kira parvient à le calmer et ils rentrent au motel. Plus tard, Lynn revient et explique qu’elle était avec le père de Kira, Eric, qui a trouvé un emploi à Albany, dans l'État de New York, où ils vont bientôt déménager.
Ne supportant pas l’idée de perdre Kira, qui lui rappelle tant Sophia, Keane se rend à son école et l’emmène sans autorisation jusqu’au terminal de bus sous prétexte de l’y retrouver avec sa mère pour prendre le bus vers Albany. Une fois sur place, semblant vouloir revivre la disparition tragique de sa fille, il envoie Kira acheter des bonbons, comme l’avait fait Sophia quelques minutes avant son enlèvement, peut-être dans l’espoir que le ravisseur apparaisse à nouveau, mais cela ne se produit pas. Keane fond en larmes, puis décide finalement d’emmener Kira retrouver sa mère. Kira lui dit qu’elle l’aime, et il lui répond qu’il l’aime aussi.

## Fiche technique
- Titre : Keane
- Réalisation : Lodge Kerrigan
- Scénario : Lodge Kerrigan
- Production : Andrew Fierberg, Steven Soderbergh, Brian Bell et Jenny Schweitzer
- Budget : 850 000 dollars
- Photographie : John Foster
- Montage : Andrew Hafitz
- Décors : Petra Barchi
- Costumes : Catherine George
- Pays de production : États-Unis
- Format : Couleurs - 1,85:1 - DTS / Dolby Digital / SDDS - 35 mm
- Genre : Drame
- Durée : 100 minutes
- Dates de sortie : 
  - USA : 3 septembre 2004 (Festival du film de Telluride, USA)
  - France : 13 mai 2005 (Festival de Cannes)
  - France :  21 septembre 2005

## Distribution
- Damian Lewis (VF : Mark Lesser) : William Keane
- Abigail Breslin  : Kira Bedik
- Amy Ryan (VF : Charlotte Valandrey)  : Lynn Bedik
- Liza Colón-Zayas : la guichetière
- John Tormey : le guichetier
- Brenda Denmark : le voyageur
- Ed Wheeler : le contrôleur
- Christopher Evan Welch : le réceptionniste
- Yvette Mercedes : une femme dans un magasin
- Chris Bauer : le barman
- Lev Gorn : le dealer
- Tina Holmes (VF : Marie Zidi) : Michelle

## Autour du film
- Le tournage s'est déroulé du 15 mars au 15 mai 2004 à New York et North Bergen.

## Récompenses
- Prix du jury, prix de la critique et nomination au grand prix, lors du Festival du film américain de Deauville 2005.